# Algemeen Ereteken (groothertogdom Saksen)
Het Algemeen Ereteken (Duits: "Allgemeines Ehrenzeichen") was een op 5 juni 1902 door groothertog Carl Alexander van Saksen ingestelde onderscheiding van het groothertogdom Saksen, een van de Duitse staten. Het ereteken kreeg de vorm van een ronde medaille. 
Deze medaille werd in drie graden en meerdere uitvoeringen uitgereikt. Dergelijke medailles worden door vorsten en regeringen onder anderen gebruikt wanneer een te decoreren persoon niet voor een ridderorde in aanmerking kwam. Dat betrof onder andere mensen die "met hun handen werkten". Duitsland was in die tijd zeer standsbewust. In dit geval werden de gouden en zilveren eretekens ook aan officieren en jubilerende hogere ambtenaren uitgereikt.
In meerdere Duitse staten bestond een algemeen ereteken. Het voorbeeld was dat van het koninkrijk Pruisen waar in 1810 als eerste een algemeen ereteken was ingevoerd. Niet iedereen kwam in aanmerking voor een ridderkruis, het Algemeen Ereteken verbreedde de kring van personen die konden worden gedecoreerd. 
Het ereteken werd uitgereikt voor "Uitstekende verdiensten, jarenlange voorbeeldige plichtsvervulling en trouwe arbeid alsook als teken van erkenning door het heersershuis" (Duits: "zur Anerkennung ausgezeichneter Verdienste, jahrelanger vorbildlicher Pflichterfüllung und treuer Arbeit und als Zeichen der Wohlgeneigtheit des Herrscherhauses".  
De traditie om naast de ridderorden een algemeen ereteken uit te reiken is terug te voeren op het Pruisische Algemeen Ereteken dat in 1810 werd ingesteld. De gouden, zilveren en bronzen medailles zijn de Saksische evenknie van de Nederlandse medailles verbonden aan de Orde van Oranje-Nassau. Ook die medailles werden gebruikt wanneer een persoon niet voor het ridderkruis van de Orde van Oranje-Nassau in aanmerking kwam. Het algemeen ereteken was meer democratisch of egalitair van karakter.
In Saksen en de Ernestijnse hertogdommen zoals het groothertogdom Saksen werden ridderorden en andere onderscheidingen vaak in verschillende vormen uitgereikt aan vreemdelingen en aan ingezetenen, hier "Angehöriger anderer Staaten" genoemd. 
De groothertogelijk Saksische ronde medaille droeg op de voorzijde de kop van groothertog Carl Alexander van Saksen met het rondschrift "WILHELM ERNST GROSSHERZOG VON SACHSEN ". De medaille is onder de kop gesigneerd"A. KRÜGER F.".  Op de keerzijde is een tekst binnen een eikenkrans of een gekroond en verstrengeld monogram "WE" aangebracht. Met de instelling van dit Algemeen Ereteken werden de bepalingen voor de Medaille van Verdienste uit 1892 ingetrokken. Het ontwerp is van de medaillesnijder Arthur Krüger, de medailles werden in de Berlijnse Munt geslagen. 
Algemene eretekens voor onderdanen van Weimar ("Für weimarische Staatsangehörige").
- Gouden Medaille met op de keerzijde de opdracht "DEM VERDIENSTE" binnen een strak samengebonden krans
- Zilveren Medaille met op de keerzijde de opdracht "DEM VERDIENSTE" binnen een strak samengebonden krans
- Bronzen Medaille met op de keerzijde de opdracht "DEM VERDIENSTE" binnen een strak samengebonden krans (geoxideerd brons of bronskleurig oorlogsmetaal[2])

- Gouden Medaille met op de keerzijde de opdracht "FÜR TREUE VERDIENSTE" binnen een strak samengebonden krans (verguld zilver)
- Zilveren Medaille met op de keerzijde de opdracht "FÜR TREUE VERDIENSTE" binnen een strak samengebonden krans
- Bronzen Medaille met op de keerzijde de opdracht "FÜR TREUE VERDIENSTE" binnen een strak samengebonden krans

- Gouden Medaille met op de keerzijde de opdracht "FÜR TREUE ARBEIT" binnen een losjes samengebonden krans (verguld zilver)
- Zilveren Medaille met op de keerzijde de opdracht "FÜR TREUE ARBEIT" binnen een losjes samengebonden krans
- Bronzen Medaille met op de keerzijde de opdracht "FÜR TREUE ARBEIT" binnen een losjes samengebonden krans

Algemene Eretekens voor buitenlanders ("Für Angehörige anderer Staaten").
- Gouden Medaille met op de keerzijde een gekroond en verstrengeld monogram "WE" (verguld zilver)
- Zilveren Medaille met op de keerzijde een gekroond en verstrengeld monogram "WE"
- Bronzen Medaille met op de keerzijde een gekroond en verstrengeld monogram "WE"

Men droeg de medailles aan een zwart lint met een brede groen-gele bies op de linkerborst. De medailles hebben een doorsnede van 36 millimeter. De zilveren medailles wegen 20 gram. De voorzijde is gelijk aan die van de andere algemene eretekens en draagt het portret van Groothertog Carl Alexander van Saksen met het rondschrift "WILHELM ERNST GROSSHERZOG VON SACHSEN ". De medaille is onder de kop gesigneerd"A. KRÜGER F.".  Op de keerzijde is een gekroond en verstrengeld monogram "WE" aangebracht. Met de instelling van dit Algemeen Ereteken voor Vreemdelingen werden de bepalingen voor de Medaille van Verdienste uit 1892 ingetrokken. Het ontwerp is van de medaillesnijder Arthur Krüger, de medailles werden in de Berlijnse Munt geslagen.  

## Het Algemeen Ereteken als militaire onderscheiding
In oorlogstijd en voor verdienste of moed in gevechten was een bijzondere gesp (een "Bandschnalle") op het lint voorzien. Het Hertogdom Saksen bezat lange tijd geen militaire ridderorde of ordeteken voor dapperheid en dat is er pas in 1915 in de vorm van het Wilhelm-Ernst Oorlogskruis gekomen. Op de gesp waren twee gekruiste gouden, zilveren of bronzen zwaarden bevestigd. De gesp was steeds van het materiaal van de medaille en was 44 millimeter breed en 19 millimeter hoog. Omdat de gesp zoveel breder was dan het lint en de medaille viel dit militaire ereteken erg op.
Tijdens de wrede onderdrukking van de bevolking van de Duitse kolonie Zuidwest-Afrika in 1905, de Namibische Genocide, werden aan soldaten en officieren uit het groothertogdom drie gouden, tien zilveren en zeventien bronzen gespen toegekend. In de Eerste Wereldoorlog liep het aantal gespen in de honderden.
In 1902 hervormde Wilhelm Ernst het Algemeen Ereteken. Het zou in het vervolg met en zonder zwaarden op het lint worden uitgereikt. In de Eerste Wereldoorlog waarin het Infanterie-Regiment Nr. 94 (IR 94) "Großherzog von Sachsen" aan het West- en Oostfront vocht werden Algemene Eretekens op grote schaal toegekend.
Op de ronde medaille was de kop van groothertog Wilhelm Ernst afgebeeld. Het rondschrift luidde "WILHELM ERNST GROSSHERZOG VON SACHSEN". Op de keerzijde staat de opdracht "DEM VERDIENSTE" of "DEM VERDIENSTE 1914" binnen een stevig samengebonden eikenkrans. Er waren gouden, zilveren en bronzen medailles in 14 verschillende uitvoeringen.
- Eretekens zonder jaartal (verleend tussen 1902 en 1914).

- - Algemeen Ereteken in Goud met Gesp en Zwaarden (in werkelijkheid verguld zilver)
  - Algemeen Ereteken in Zilver met Gesp en Zwaarden
  - Algemeen Ereteken in Brons met Gesp en Zwaarden

- Eretekens met het jaartal " 1914" op de keerzijde (verleend tussen 1914 en 1918).

- - Algemeen Ereteken in Goud (in werkelijkheid verguld zilver)
  - Algemeen Ereteken in Goud (in werkelijkheid verguld oorlogsmetaal)
  - Algemeen Ereteken in Zilver met Gesp en Zwaarden
  - Algemeen Ereteken in Zilver
  - Algemeen Ereteken in Zilver met Gesp en Zwaarden (in werkelijkheid verzilverd oorlogsmetaal)
  - Algemeen Ereteken in Zilver (in werkelijkheid verzilverd oorlogsmetaal)
  - Algemeen Ereteken in Brons met Gesp en Zwaarden
  - Algemeen Ereteken in Brons
  - Algemeen Ereteken in Brons met Gesp en Zwaarden (in werkelijkheid bronskleurig oorlogsmetaal)
  - Algemeen Ereteken in Brons (in werkelijkheid bronskleurig oorlogsmetaal)

In de loop van de Eerste Wereldoorlog waarin de Duitse strijdkrachten op meerdere fronten vochten raakte de Duitse oorlogseconomie in steeds grotere problemen. Materialen zoals goud, zilver, brons en koper werden steeds strenger gerantsoeneerd en vervangen door een minder schaars surrogaat. Men koos bij onderscheidingen voor een oorlogsmetaal zoals zink. Dergelijke medailles zijn veel lichter dan de originelen. Ze zijn korrelig, de definitie van het stempel is niet scherp en ze kunnen oxideren. Bij het groothertogelijk Saksisch Algemeen Ereteken werden ook de gespen met de zwaarden van oorlogsmetaal vervaardigd.
Het Algemeen Ereteken werd aan burgers uitgereikt aan een door de ring getrokken en gevouwen langwerpig lint. Wanneer een gesp met zwaarden op het lint was bevestigd dan werd het lint door deze gesp gehaald. De medaille werd in dat geval met een ring aan de gesp gedragen. In de dagelijkse praktijk werden de medailles ook wel aan een in een "u"vorm opgemaakt lint in Pruisische trant, aan een vierkant strookje lint op een kartonnen of metalen plaatje of aan een driehoekig gevouwen lint gedragen. Burgers konden de medaille als miniatuur aan een klein lint of aan een ketting op de revers dragen. Militairen beschikten over batons waarop ook miniaturen van de gesp werden aangebracht.